# Garneau-Québecor
Garneau-Québecor is een voormalige wielerploeg die een Canadese licentie had. De ploeg bestond tussen 2013 en 2017. Garneau-Québecor kwam uit in de Continentale circuits van de UCI. William Garneau was de manager van de ploeg. Andere sleutelfiguren waren onder andere Raymond Fortin, Frederic Jardot en de Fransmannen Pascal Hervé en Christian Leduc.

## Samenstellingen

### 2014
| Naam                  | Geboortedatum    | Nationaliteit    | Ploeg 2013                         |
| --------------------- | ---------------- | ---------------- | ---------------------------------- |
| Ben Chaddock          | 9 april 1985     | Canada           | Team SmartStop p/b Mountain Khakis |
| Geoffroy Dussault     | 14 februari 1986 | Canada           |                                    |
| Adam Farabaugh        | 1 februari 1989  | Verenigde Staten |                                    |
| Louis Garneau         | 9 augustus 1958  | Canada           |                                    |
| Simon-Pierre Gauthier | 25 februari 1993 | Canada           |                                    |
| Jacob Kauffmann       | 24 maart 1987    | Australië        | Team Budget Forklifts              |
| Simon Lambert-Lemay   | 16 juli 1990     | Canada           |                                    |
| Pierrick Naud         | 26 januari 1991  | Canada           |                                    |
| Luke Ockerby          | 17 mei 1992      | Australië        | Team Budget Forklifts              |
| Rémi Pelletier-Roy    | 4 juli 1990      | Canada           |                                    |

### 2013
| Naam                  | Geboortedatum     | Nationaliteit    | Ploeg 2012          |
| --------------------- | ----------------- | ---------------- | ------------------- |
| Alexander Cataford    | 1 september 1993  | Canada           | Neo                 |
| Michael Chauner       | 19 september 1986 | Verenigde Staten | Geen                |
| Geoffroy Dussault     | 14 februari 1986  | Canada           | Neo                 |
| Adam Farabaugh        | 1 februari 1989   | Verenigde Staten | Ekoï.com-Gaspésien  |
| Louis Garneau         | 9 augustus 1958   | Canada           | Neo                 |
| Simon-Pierre Gauthier | 25 februari 1993  | Canada           | Neo                 |
| Zachary Hughes        | 18 april 1990     | Canada           | Neo                 |
| Simon Lambert-Lemay   | 16 juli 1990      | Canada           | Team SpiderTech-C10 |
| Bruno Langlois        | 1 maart 1979      | Canada           |                     |
| Pierrick Naud         | 26 januari 1991   | Canada           | Ekoï.com-Gaspésien  |
| Rémi Pelletier-Roy    | 4 juli 1990       | Canada           |                     |
| Jean-François Racine  | 30 juli 1980      | Canada           |                     |
| Michael Woods         | 12 oktober 1986   | Canada           | Neo                 |